# 大不里士站
大不里士站（波斯語: ایستگاه راه‌آهن تبریز）是位於伊朗東亞塞拜然省大不里士的鐵路車站。目前的建築由法國建築師費爾南德·普永和伊朗建築師海達爾·吉亞伊-查姆盧共同設計，建於1950年代。